# Geraldo Mendes
Geraldo Gabriel Mendes é um político brasileiro  filiado ao União Brasil (UNIÃO).

## Deputado Federal
Nas eleições estaduais de 2022 foi eleito pelo União Brasil (UNIÃO), para o cargo de deputado federal na Câmara dos deputados para 57° legislatura (2023-2027) com 71.990 votos.